# Xysticus xysticiformis
Xysticus xysticiformis är en spindelart som först beskrevs av Lodovico di Caporiacco 1935.  Xysticus xysticiformis ingår i släktet Xysticus och familjen krabbspindlar. Inga underarter finns listade i Catalogue of Life.